# Adolphe Sellenick
Adolphe Valentin Sellenick (Libourne, Gironde, 3 september 1826 – Les Andelys, Eure, 25 september 1893) was een Frans componist, dirigent, violist en kornettist.

## Levensloop
Sellenick was een zoon van een Franse militaire muzikant (fagottist) en vanzelfsprekend werd ook zijn zoon musicus. Hij studeerde van 1841 tot 1844 aan de École de Musique Municipale de Strasbourg onder ander viool en orkestdirectie bij Dupin en Simon Sowaedesle en harmonie bij Philippe Hoerter (1795-1863).
Na zijn muziekstudie ging aan aan de opera in Straatsburg waar hij eerst viool en later cornet à piston speelde. In 1847 stichtte hij de Fanfare Sellenick, die zich toon een grote naam maakte. Later werd hij dirigent van de Nationale Garde in Straatsburg. In 1853 werd hij dirigent van de Musique de la deuxieme regiment Voltigeurs de la Garde in Parijs. Met dit korps heeft hij ook deelgenomen aan de veldtocht 1859 in Italië en aan de oorlog tegen Duitsland in 1870. In werd hij 1873 als opvolger van Jean-Georges Paulus dirigent van La musique de la Garde Republicaine en bleef in deze functie tot 1884.
Als componist schreef hij onder andere vier opéra comique, waarvan de bekendste de Crespin, rival de son maître is, maar vooral ook marsen en lichtere muziek voor harmonie- en fanfareorkesten.
In Straatsburg en ook in Libourne is een straat naar hem benoemd. Hij werd door de Franse regering onderscheiden met een benoeming in het Legioen van Eer.

## Composities

### Werken voor harmonieorkest
|  |                                 |
|  | Marche Indienne (download·info) |

- 1878 Marche Indienne (Marche Hindu) (opgedragen aan de toenmalige Prins van Wales en latere Koning Eduard VII van het Verenigd Koninkrijk)
- 1880 Marche des Drapeaux
- Cosette polka
- Le Bon Bourgeois, polka
- Le colibri
- Le Voltigeur, marche
- Mon beau pays d'Alsace
- Retraite tartare, fantasie

### Muziektheater

#### Opera's
| Voltooid in | titel                        | aktes | première | libretto                                              |
| ----------- | ---------------------------- | ----- | -------- | ----------------------------------------------------- |
|             | Crespin, rival de son maître |       |          | Henry Berthoud, naar de komedie van Alain René Lesage |

### Kamermuziek
- Andante religioso, voor vier saxofoons
- Electric, voor kornet en piano
- La Bavarde, voor kornet en piano
- La marengote, voor kornet en piano

### Werken voor piano
- Frais Sourire polka